# Giro delle Fiandre femminile 2023
Il Giro delle Fiandre femminile 2023, ventesima edizione della corsa e valevole come nona prova dell'UCI Women's World Tour 2023 categoria 1.WWT, si svolse il 2 aprile 2023 su un percorso di 156,6 km, con partenza e arrivo a Oudenaarde, in Belgio. La vittoria andò alla belga Lotte Kopecky, la quale completò il percorso in 4h06'11", alla media di 38,167 km/h, precedendo l'olandese Demi Vollering e l'italiana Elisa Longo Borghini.
Sul traguardo di Oudenaarde 87 cicliste, delle 140 partite dalla medesima località, portarono a termine la competizione.

## Squadre e corridori partecipanti
| N.      | Cod. | Squadra                    |
| ------- | ---- | -------------------------- |
| 1-6     | SDW  | Team SD Worx               |
| 11-16   | MOV  | Movistar Team Women        |
| 21-26   | CSR  | Canyon-SRAM Racing         |
| 31-36   | TIB  | EF Education-Tibco-SVB     |
| 41-46   | LDL  | Lotto Dstny Ladies         |
| 51-56   | FDJ  | FDJ-Suez                   |
| 61-66   | FED  | Fenix-Deceuninck           |
| 71-76   | HPW  | Human Powered Health       |
| 82-86   | CGS  | Israel Premier Tech Roland |
| 91-96   | LIV  | Liv Racing TeqFind         |
| 101-106 | DSM  | Team DSM                   |
| 111-116 | JVW  | Team Jumbo-Visma           |

| N.      | Cod. | Squadra                         |
| ------- | ---- | ------------------------------- |
| 121-126 | JAY  | Team Jayco AlUla                |
| 131-136 | TFS  | Trek-Segafredo                  |
| 141-146 | UAD  | UAE Team ADQ                    |
| 151-156 | UXT  | Uno-X Pro Cycling Team          |
| 161-166 | WNT  | Ceratizit-WNT Pro Cycling Team  |
| 171-176 | DRP  | Lifeplus Wahoo                  |
| 181-186 | AGS  | AG Insurance-Soudal Quick-Step  |
| 191-196 | COF  | Cofidis Women Team              |
| 201-206 | DCH  | Duolar-Chevalmeire Cycling Team |
| 211-216 | PHV  | Parkhotel Valkenburg            |
| 221-226 | PRO  | Proximus-Alphamotorhomes-Doltc. |
| 232-236 | ZAF  | Zaaf Cycling Team               |

## Ordine d'arrivo (Top 10)
| Pos. | Corridore            | Squadra  | Tempo    |
| ---- | -------------------- | -------- | -------- |
| 1    | Lotte Kopecky        | SD Worx  | 4h06'11" |
| 2    | Demi Vollering       | SD Worx  | a 36"    |
| 3    | Elisa Longo Borghini | Trek     | s.t.     |
| 4    | Silvia Persico       | UAE      | s.t.     |
| 5    | Katarzyna Niewiadoma | Canyon   | s.t.     |
| 6    | Juliette Labous      | DSM      | s.t.     |
| 7    | Marlen Reusser       | SD Worx  | s.t.     |
| 8    | Shirin van Anrooij   | Trek     | a 44"    |
| 9    | Anna Henderson       | Jumbo    | a 2'40"  |
| 10   | Arlenis Sierra       | Movistar | a 3'38"  |